# Кабинет Билла Клинтона
Кабинет Билла Клинтона — администрация 42-го президента США Билла Клинтона, управляющая Соединёнными Штатами Америки с 20 января 1993 по 20 января 2001. Джефферсон вступил в должность после победы над действующим президентом Джорджем Бушем-старшим на президентских выборах 1992 года.

## Формирование Кабинета
Мак Макларти, давний друг Клинтона, сделавший успешную деловую карьеру и занимавший пост председателя Демократической партии Арканзаса, стал первым руководителем аппарата Клинтона. Клинтон убедил Ллойда Бентсена, сенатора от Техаса и кандидата в вице-президенты от Демократической партии 1988 года, стать его первым министром финансов. В начале первого срока Клинтона Бентсен, директор АБУ Леон Панетта, министр труда Роберт Райх и политический координатор Роберт Рубин были главными экономическими советниками Клинтона. Внешнеполитическую группу первого срока Клинтона возглавляли советник по национальной безопасности Энтони Лейк и госсекретарь Уоррен Кристофер, работавшие ещё в администрации Картера. Вице-президент Гор и первая леди Хиллари Клинтон стали двумя наиболее влиятельными фигурами в администрации Клинтона, и Клинтон интересовался их мнением по широкому кругу вопросов.

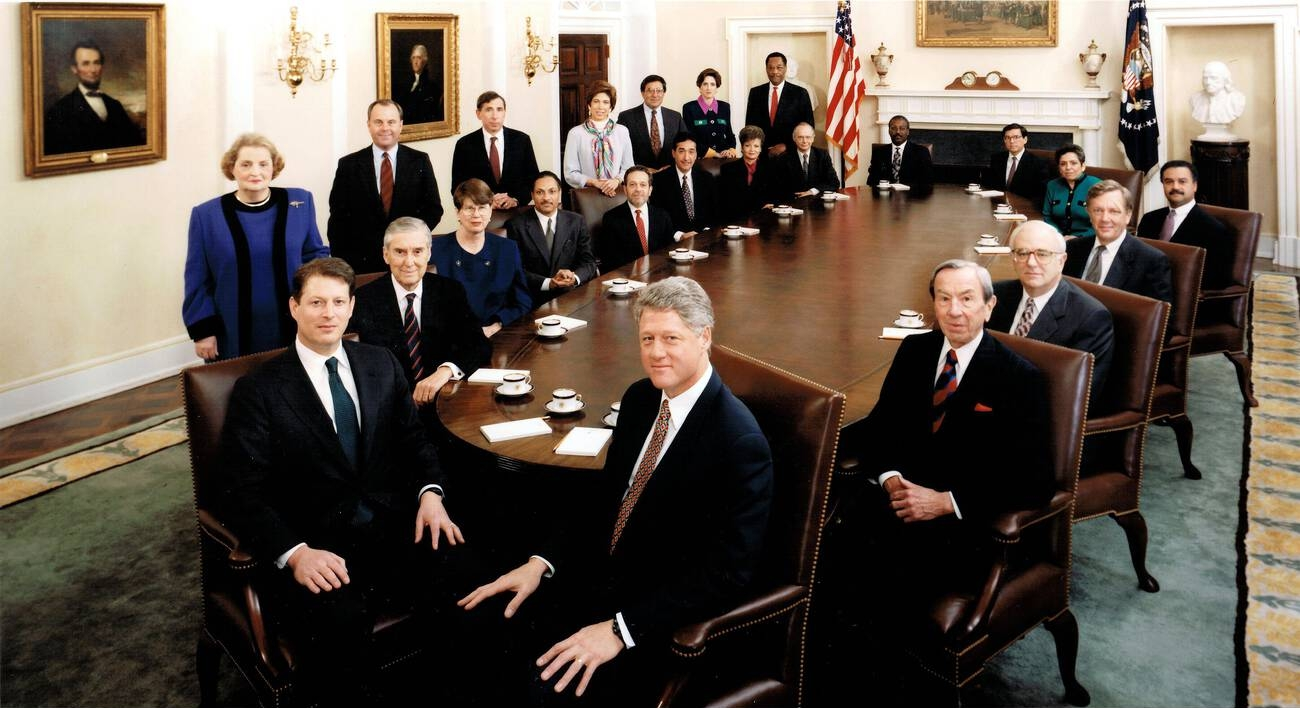
Кабинет президента Клинтона, 1993 год

Клинтон решил впервые назначить на пост генерального прокурора женщину, остановив свой выбор на малоизвестном корпоративном юристе Зои Бэрд. Однако, Судебный комитет Сената сообщил, что Бэрд наняла перуанскую пару, оба иммигранты без документов, для работы в её доме. Дело получило название «Нэннигейт» (англ. Nannygate). Бэрд сняла свою кандидатуру, и Клинтон предложил пост Кимбе Вуд, которая также была вынуждена быстро отказаться от участия из-за схожих проблем. Джанет Рино, прокурор штата Флорида, несколько недель спустя была выдвинута на пост генерального прокурора и получила подтверждение в марте 1993 года. Испытывая трудности с этими кандидатурами, а также с кандидатурой Лани Гинье, Клинтон пригласил Дэвида Гергена, который ранее работал в республиканской администрации, на должность советника президента. Министр обороны Лес Эспин ушёл в отставку после сражения в Могадишо, и его сменил Уильям Перри. Бентсен и Макларти также покинули свой пост в 1994 году, и их заменили Рубин и Панетта соответственно.
После переизбрания Клинтона Панетта ушёл в отставку, и его заменил бывший заместитель главы администрации Эрскин Боулз. Мадлен Олбрайт стала первой женщиной-государственным секретарем, Сэнди Бергер сменил Лейк на посту советника по национальной безопасности, а бывший сенатор-республиканец Уильям Коэн стал министром обороны. По словам репортёра Джона Харриса, близкие отношения Бергера с Клинтоном сделали его ведущей внешнеполитической фигурой второго срока Клинтона, а также самым влиятельным советником по национальной безопасности со времён Генри Киссинджера. Джон Подеста занял пост начальника штаба в 1998 году, а Лоуренс Саммерс сменил Рубина на посту министра финансов в 1999 году.

## Состав Кабинета
| Должность                                                              | Имя и фамилия       | Изображение | Даты                              |
| ---------------------------------------------------------------------- | ------------------- | ----------- | --------------------------------- |
| Вице-президент                                                         | Эл Гор              |             | 20 января 1993 — 20 января 2001   |
| Государственный секретарь                                              | Уоррен Кристофер    |             | 20 января 1993 — 20 января 1997   |
| Государственный секретарь                                              | Мадлен Олбрайт      |             | 20 января 1997 — 20 января 2001   |
| Министр финансов                                                       | Ллойд Бентсен       |             | 20 января 1993 — 22 декабря 1994  |
| Министр финансов                                                       | Роберт Рубин        |             | 11 января 1995 — 2 июля 1999      |
| Министр финансов                                                       | Лоуренс Саммерс     |             | 2 июля 1999 — 20 января 2001      |
| Министр обороны                                                        | Лес Эспин           |             | 21 января 1993 — 3 февраля 1994   |
| Министр обороны                                                        | Уильям Перри        |             | 3 февраля 1994 — 23 января 1997   |
| Министр обороны                                                        | Уильям Коэн         |             | 24 января 1997 — 20 января 2001   |
| Генеральный прокурор                                                   | Джанет Рино         |             | 11 февраля 1993 — 20 января 2001  |
| Министр внутренних дел                                                 | Брюс Бэббитт        |             | 22 января 1993 — 2 января 2001    |
| Министр сельского хозяйства                                            | Майк Эспи           |             | 22 января 1993 — 31 декабря 1994  |
| Министр сельского хозяйства                                            | Дэн Гликман         |             | 30 марта 1995 — 19 января 2001    |
| Министр торговли                                                       | Рон Браун           |             | 22 января 1993 — 3 апреля 1996    |
| Министр торговли                                                       | Микки Кантор        |             | 12 апреля 1996 — 21 января 1997   |
| Министр торговли                                                       | Уильям Дэйли        |             | 30 января 1997 — 19 июля 2000     |
| Министр торговли                                                       | Норман Минета       |             | 20 июля 2000 — 20 января 2001     |
| Министр труда                                                          | Роберт Райх         |             | 20 января 1993 — 20 января 1997   |
| Министр труда                                                          | Алексис Херман      |             | 1 мая 1997 — 20 января 2001       |
| Министр здравоохранения и социальных служб                             | Донна Шалейла       |             | 22 января 1993 — 20 января 2001   |
| Министр жилищного строительства и городского развития                  | Генри Сиснерос      |             | 22 января 1993 — 19 января 1997   |
| Министр жилищного строительства и городского развития                  | Эндрю Куомо         |             | 29 января 1997 — 20 января 2001   |
| Министр транспорта                                                     | Федерико Пенья      |             | 21 января 1993 — 14 февраля 1997  |
| Министр транспорта                                                     | Родни Слейтер       |             | 14 февраля 1997 — 20 января 2001  |
| Министр энергетики                                                     | Хейзел О’Лири       |             | 22 января 1993 — 20 января 1997   |
| Министр энергетики                                                     | Федерико Пенья      |             | 12 марта 1997 — 30 июня 1998      |
| Министр энергетики                                                     | Билл Ричардсон      |             | 18 августа 1998 — 20 января 2001  |
| Министр образования                                                    | Ричард Райли        |             | 21 января 1993 — 20 января 2001   |
| Министр по делам ветеранов                                             | Джесси Браун        |             | 22 января 1993 — 13 июля 1997     |
| Министр по делам ветеранов                                             | Хершел Гобер        |             | 13 июля 1997 — 2 января 1998      |
| Министр по делам ветеранов                                             | Того Уэст           |             | 2 января 1998 — 25 июля 2000      |
| Министр по делам ветеранов                                             | Хершел Гобер        |             | 25 июля 2000 — 20 января 2001     |
| Администратор Агентства по охране окружающей среды                     | Кэрол Браунер       |             | 23 января 1993 — 20 января 2001   |
| Директор административно-бюджетного управления                         | Леон Панетта        |             | 21 января 1993 — 17 июля 1994     |
| Директор административно-бюджетного управления                         | Элис Ривлин         |             | 17 октября 1994 — 26 апреля 1996  |
| Директор административно-бюджетного управления                         | Фрэнк Рэйнес        |             | 13 сентября 1996 — 21 мая 1998    |
| Директор административно-бюджетного управления                         | Джейкоб Лью         |             | 21 мая 1998 — 19 января 2001      |
| Директор Центральной разведки                                          | Р. Джеймс Вулси-мл. |             | 5 февраля 1993 — 10 января 1995   |
| Директор Центральной разведки                                          | Джон М. Дейч        |             | 10 мая 1995 — 15 декабря 1996     |
| Директор Центральной разведки                                          | Джордж Тенет        |             | 11 июля 1997 — 11 июля 2004       |
| Торговый представитель США                                             | Микки Кантор        |             | 22 января 1993 — 12 апреля 1996   |
| Торговый представитель США                                             | Шарлин Баршефски    |             | 12 апреля 1996 — 20 января 2001   |
| Постоянный представитель США при ООН                                   | Мадлен Олбрайт      |             | 27 января 1993 — 21 января 1997   |
| Постоянный представитель США при ООН                                   | Билл Ричардсон      |             | 18 февраля 1997 — 18 августа 1998 |
| Постоянный представитель США при ООН                                   | Ричард Холбрук      |             | 7 сентября 1999 — 20 января 2001  |
| Председатель Совет экономических консультантов                         | Лаура Тайсон        |             | 5 февраля 1993 — 21 февраля 1995  |
| Председатель Совет экономических консультантов                         | Джозеф Стиглиц      |             | 28 июня 1995 — 13 февраля 1997    |
| Председатель Совет экономических консультантов                         | Джэнет Йеллен       |             | 18 февраля 1997 — 3 августа 1999  |
| Председатель Совет экономических консультантов                         | Мартин Бэйли        |             | 12 августа 1999 — 20 января 2001  |
| Администратор Управления по делам малого бизнеса                       | Эрскин Боулз        |             | 7 мая 1993 — 3 октября 1994       |
| Администратор Управления по делам малого бизнеса                       | Филип Лейдер        |             | 8 октября 1994 — 18 февраля 1997  |
| Администратор Управления по делам малого бизнеса                       | Аида Альварес       |             | 7 марта 1997 — 19 января 2001     |
| Директор Федерального агентства по управлению в чрезвычайных ситуациях | Джеймс Ли Уитт      |             | 5 апреля 1993 — 20 января 2001    |
| Директор Управления национальной политики контроля над наркотиками     | Ли Браун            |             | 19 июля 1993 — январь 1996        |
| Директор Управления национальной политики контроля над наркотиками     | Бэрри Маккэффри     |             | 29 февраля 1996 — 20 января 2001  |
| Глава аппарата Белого дома                                             | Мак Макларти        |             | 20 января 1993 — 17 июля 1994     |
| Глава аппарата Белого дома                                             | Леон Панетта        |             | 17 июля 1994 — 20 января 1997     |
| Глава аппарата Белого дома                                             | Эрскин Боулз        |             | 20 января 1997 — 20 октября 1998  |
| Глава аппарата Белого дома                                             | Джон Подеста        |             | 20 октября 1998 — 20 января 2001  |